# Димпъл Кападия
Димпъл Кападия (родена на 8 юни 1957 г.) е индийска актриса, която участва предимно във филми на хинди. Родена и израснала в Мумбай в семейството на богати родители, тя се стреми да стане актриса от малка и получава първата си възможност благодарение на усилията на баща си да я изстреля във филмовата индустрия. Тя е открита на 14-годишна възраст от режисьора Радж Капур, който ѝ дава главната роля в своя тийнейджърски романс Боби (1973), който има голям комерсиален успех и печели широкото ѝ обществено признание. Малко преди излизането на филма през 1973 г. тя се омъжва за актьора Раджеш Хана и напуска актьорството. Кападия се завръща във филмите през 1984 г., две години след раздялата си с Хана. Нейният филм Saagar, издаден година по-късно, съживява кариерата на актрисата. И Боби, и Саагар ѝ печелят награди Filmfare за най-добра актриса. Чрез работата си през следващото десетилетие тя се утвърдждава като една от водещите актриси на индийското кино.
Докато първоначалните ѝ роли често разчитат на възприетата ѝ красота и сексапил, Кападия има желание да предизвика себе си и да разшири обхвата си. Тя е сред първите актриси, които участват в екшън филми на хинди, ориентирани към жените, но намира по-голямо признание от критиците, когато поема по-драматични роли както в масовото, така и в неореалистичното паралелно кино. Появявайки се във филми, вариращи от брачни драми до литературни адаптации, тя играе проблемни жени, понякога смятани за отразяващи личния ѝ опит, и получава признание за изпълненията си в Kaash (1987), Drishti (1990), Lekin... (1991) и Rudaali (1993). За ролята си на професионална опечаленка в Rudaali тя спечели Националната филмова награда за най-добра актриса и наградата на Filmfare Critics. Горе-долу по същото време Кападия приема характерни роли в Prahaar (1991), Angaar (1992), Gardish (1993) и Krantiveer (1994), като последният ѝ осигурява още една награда Filmfare.
От средата на 90-те Кападия става по-селективна в работата си и екранните ѝ изяви през следващите десетилетия са по-малко. Тя е известна с образите си на жени на средна възраст, сложни жени, ухажвани от по-млади мъже в Dil Chahta Hai (2001) и северноамериканската продукция Leela (2002). По-късните ѝ заслуги включват водещи роли в Hum Kaun Hai? (2004), Pyaar Mein Twist (2005), Phir Kabhi (2008), Tum Milo Toh Sahi (2010) и What the Fish (2013), но тя постига по-голям успех с характерни роли в Being Cyrus (2006), Luck by Chance (2009), Dabangg (2010), Коктейл (2012) и Намирането на Фани (2014). Някои от тези роли са цитирани в медиите като отклонение от обичайните портрети на жени на нейната възраст във филмите на Боливуд. Ролите в холивудския трилър Tenet (2020), екшън трилъра Tenet (2020), екшън филма Pathaan (2023), както и уеб сериала Saas, Bahu Aur Flamingo (2023), ѝ носят допълнително признание. Кападия е майка на Туинки Хана и Ринке Хана, и двете бивши актриси.